# Anna Torra i Sánchez
Anna Torra i Sánchez (Barcelona o Manila, 1895 o 1896 – Barcelona, 1989), també coneguda com Ana Torra de Vázquez, va ser una pintora catalana documentada a partir dels anys trenta del segle xx.
Anna Torra va néixer a finals del segle xix, cap a 1895 o 1896, a Manila, segons algunes fonts de l'època, o bé a Barcelona, segons els registres de la Reial Acadèmia Catalana de Belles Arts de Sant Jordi. La seva trajectòria personal i professional pràcticament s'ha de refer a través dels catàlegs de les exposicions en què va participar. Així, es coneix que va ser deixebla dels pintors Vicente Borrás i Abella, que era professor de l'Escola de Belles Arts de Barcelona, Eduardo Chicharro i Manuel Benedito Vives, tots dos professors i directors de la Reial Acadèmia de Belles Arts de San Fernando de Madrid.
L'any 1930 va participar en el gran concurs-exposició Barcelona vista pels seus artistes que va organitzar el Reial Cercle Artístic de Barcelona. Les obres dels participants es van poder veure al Palau de les Arts Decoratives el desembre de 1930 i al març de 1931.
L'any 1941 probablement ja vivia a Madrid, ja que va participar en la Primera Exposición Nacional de Arte que va organitzar l'Obra Sindical Educación y Descanso al Círculo de Bellas Artes. Hi va presentar un estudi a l'oli i, en el catàleg, consta com a «comerciant». Sigui com sigui, al 1950 ja residia a Madrid i va prendre part en l'Exposició Nacional de Belles Arts que es feia al Palau del Retiro amb una obra titulada Cosmos. Dos anys més tard hi va participar de nou amb la pintura Gladiolos.
El Museu de la Reial Acadèmia Catalana de Belles Arts de Sant Jordi conserva dues obres d'Anna Torra, amb les quals l'any 1933 va obtenir el primer premi del concurs Comte de Lavern, valorat en 500 pessetes i instituït en honor de l'industrial i polític Pere Guerau Maristany i Oliver, comte de Lavern. Són les pintures Nu femení. Estudi d'acadèmia i Natura morta amb ventall.